# Luismi Cruz
Luismi Cruz, pseudonimo di Luis Miguel Cruz Hernández (El Puerto de Santa María, 23 maggio 2001), è un calciatore spagnolo, attaccante del Deportivo La Coruña.

## Caratteristiche tecniche
È un'ala destra.

## Carriera

### Club
Luismi è cresciuto nel settore giovanile del Siviglia ed ha debuttato con la formazione C il 1º novembre 2017 nell'incontro di Tercera División perso 4-1 contro il Lebrijana. Il 26 agosto dell'anno successivo ha esordito con la squadra B in Segunda División B contro l'Ibiza ed il 13 dicembre successivo ha firmato il suo primo contratto professionistico valido fino al 2025. Nel luglio del 2019 ha subito la rottura del legamento crociato anteriore del ginocchio sinistro, rimanendo ai box fino all'inizio del 2020. Rientrato in campo, il 15 febbraio ha segnato il suo primo gol decidendo la sfida contro l'Utrera.
Promosso definitivamente nella squadra B nel novembre del 2020, il 15 dicembre 2021 ha esordito in prima squadra nell'incontro di Coppa del Re vinto ai rigori contro l'Andratx, dove ha realizzato il proprio tiro durante la lotteria finale. Il 22 gennaio seguente ha debuttato anche in Primera División contro il Celta Vigo.
Il 26 agosto 2022 è stato ceduto in prestito al Barcellona, che lo ha assegnato alla propria seconda squadra. Titolare nel corso della stagione, ha segnato 8 gol in 37 partite, a fine stagione ha fatto ritorno al club andaluso che lo ha girato con la stessa formula al Tenerife.
Votato miglior calciatore della stagione 2023-2024 dal club canario, il 24 giugno 2026 è stato riscattato con il Siviglia che si è riservato un'opzione di recompra per il futuro.

### Nazionale
Nel 2017 ha giocato due incontri con la nazionale spagnola Under-16. Nel 2020 è stato convocato dall'Under-20 ma ha dovuto rinunciarvi a causa di un infortunio.

## Statistiche

### Presenze e reti nei club
Statistiche aggiornate al 22 dicembre 2024.
| Stagione                 | Squadra                  | Campionato               | Campionato | Campionato | Coppe nazionali | Coppe nazionali | Coppe nazionali | Coppe continentali | Coppe continentali | Coppe continentali | Altre coppe | Altre coppe | Altre coppe | Totale | Totale | Totale |
| Stagione                 | Squadra                  | Comp                     | Pres       | Reti       | Comp            | Pres            | Reti            | Comp               | Pres               | Reti               | Comp        | Pres        | Reti        | Pres   | Reti   |        |
| ------------------------ | ------------------------ | ------------------------ | ---------- | ---------- | --------------- | --------------- | --------------- | ------------------ | ------------------ | ------------------ | ----------- | ----------- | ----------- | ------ | ------ | ------ |
| 2017-2018                | Siviglia C               | TD                       | 1          | 0          | -               | -               | -               | -                  | -                  | -                  | -           | -           | -           | 1      | 0      |        |
| 2018-2019                | Siviglia C               | TD                       | 1          | 0          | -               | -               | -               | -                  | -                  | -                  | -           | -           | -           | 1      | 0      |        |
| 2019-2020                | Siviglia C               | TD                       | 3          | 1          | -               | -               | -               | -                  | -                  | -                  | -           | -           | -           | 3      | 1      |        |
| Totale Siviglia C        | Totale Siviglia C        | Totale Siviglia C        | 5          | 1          |                 | -               | -               |                    | -                  | -                  |             | -           | -           | 5      | 1      |        |
| 2018-2019                | Siviglia Atlético        | SDB                      | 3          | 0          | -               | -               | -               | -                  | -                  | -                  | -           | -           | -           | 3      | 0      |        |
| 2019-2020                | Siviglia Atlético        | SDB                      | 1          | 0          | -               | -               | -               | -                  | -                  | -                  | -           | -           | -           | 1      | 0      |        |
| 2020-2021                | Siviglia Atlético        | SDB                      | 22         | 3          | -               | -               | -               | -                  | -                  | -                  | -           | -           | -           | 22     | 3      |        |
| 2021-2022                | Siviglia Atlético        | PDR                      | 29         | 5          | -               | -               | -               | -                  | -                  | -                  | -           | -           | -           | 29     | 5      |        |
| Totale Siviglia Atlético | Totale Siviglia Atlético | Totale Siviglia Atlético | 55         | 8          |                 | -               | -               |                    | -                  | -                  |             | -           | -           | 55     | 8      |        |
| 2021-2022                | Siviglia                 | PD                       | 2          | 0          | CR              | 1               | 0               | UCL+UEL            | 0+1                | 0                  | -           | -           | -           | 4      | 0      |        |
| 2022-2023                | Barcellona B             | PF                       | 37         | 8          | -               | -               | -               | -                  | -                  | -                  | -           | -           | -           | 37     | 8      |        |
| 2023-2024                | Tenerife                 | SD                       | 31         | 3          | CR              | 2               | 1               | -                  | -                  | -                  | -           | -           | -           | 33     | 4      |        |
| 2024-2025                | Tenerife                 | SD                       | 17         | 1          | CR              | 0               | 0               | -                  | -                  | -                  | -           | -           | -           | 17     | 1      |        |
| Totale Tenerife          | Totale Tenerife          | Totale Tenerife          | 48         | 4          |                 | 2               | 1               |                    | -                  | -                  |             | -           | -           | 50     | 5      |        |
| Totale carriera          | Totale carriera          | Totale carriera          | 147        | 21         |                 | 3               | 1               |                    | 1                  | 0                  |             | -           | -           | 151    | 22     |        |